# Simfonia núm. 36 (Mozart)
La Simfonia núm. 36 en do major (K. 425), anomenada «Linz», és una simfonia composta per Wolfgang Amadeus Mozart el 1783.
L'estiu del 1783, Mozart, casat des de feia un any amb Constanza Weber, va marxar amb ella de Viena en direcció a Salzburg, a casa del seu pare Leopold. Sembla que tenia per objectiu millorar les tenses relacions entre la seva dona i el seu pare, però la seva temptativa no triomfà i l'octubre va decidir tornar a Viena, decebut per l'actitud del seu pare. De camí, la parella va fer etapa a Linz; era el 30 d'octubre.
A Linz se'ls van ser ben atesos i Mozart va ser convidat a donar el 4 de novembre un concert públic al teatre de la ciutat. El compositor, que estava «de vacances», no portava cap partitura de les seves obres. Com queda recollit en les seves cartes, va escriure al seu pare, «era obligat de compondre una simfonia a tot drap». Inútil d'afegir que el vespre del concert, la simfonia era acabada, les partitures copiades i va ser executada probablement sense assajar. La Simfonia anomenada «Linz» havia nascut. Ràpidament es va fer molt popular i continua sent avui una de les seves obres simfòniques més interpretades.

## Estructura
| Simfonia núm. 36 (Mozart)                                               | Simfonia núm. 36 (Mozart) |
| ----------------------------------------------------------------------- | ------------------------- |
| 1. Adagio, 3/4 — Allegro spiritoso, 4/4                                 |                           |
|                                                                         |                           |
|                                                                         |                           |
|                                                                         |                           |
| 2. Andante con moto, 6/8                                                |                           |
|                                                                         |                           |
|                                                                         |                           |
|                                                                         |                           |
| 3. Menuetto, 3/4                                                        |                           |
|                                                                         |                           |
|                                                                         |                           |
|                                                                         |                           |
| 4. Finale (Presto), 2/4                                                 |                           |
|                                                                         |                           |
| Interpretació de la Tsumugi Orchestra dirigida per Takashi Inoue (2013) |                           |
|                                                                         |                           |

Aquesta simfonia adopta un esquema molt clàssic, característica de les obres de Haydn i de les tardanes de Mozart:
1. Adagio, Allegro con spirito
2. Poco adagio (Andante)
3. Minuet i Trio
4. Presto

La introducció del primer moviment és un Adagio a l'antiga, de factura clarament haydniana, que, com ho va escriure un observador, «desperta l'espera d'alguna cosa exaltada». L'Allegro con spirito que li succeeix és un exemple perfecte de l'escriptura clàssica d'una simfonia. De proporcions rigoroses i de caràcter alegre però noble, oscil·la entre un sentiment heroic i una gràcia suau i espiritual, de manera que pot caure en una teatralitat decebedora si està mal interpretat.
El segon moviment, Poco adagio, que sovint s'anota com Andante, és particularment destacable per la multiplicitat dels temes secundaris, plens de meditacions interrogatives, al caràcter tranquil·litzador i afectuós, molt melòdic.
El tercer moviment, el Minuet, és particularment formal i sense massa interès. Tot i ser elegant i graciós, no presenta cap originalitat musical. Constitueix tanmateix un excel·lent contrast amb el final.
El quart moviment, el darrer, té un caràcter apol·lini, i condueix l'obra cap al triomf, i en aquest sentit s'assembla a la Simfonia en re «Haffner» K. 385.